# Eufemiavisorna
Eufemiavisorna är tre svenska riddarromaner på knittelvers från 1300-talets början. De anses allmänt vara översättningar av utländska texter. 
De är uppkallade efter Norges drottning Eufemia och bär titlarna Herr Ivan lejonriddaren (1303), Hertig Fredrik av Normandie (1301 eller 1308) och Flores och Blanzeflor (troligen 1312). 
I de mera fullständiga versionerna, de äldsta nedskrivna i början av 1400-talet, anges de ha tillkommit på initiativ av drottning Eufemia. Enligt Peter Andreas Munchs allmänt accepterade teori skulle de ha översatts för att fira Eufemias dotter Ingeborgs trolovning 1302 och giftermål 1312 med den svenske hertigen Erik Magnusson. Orsaken till översättningen av Hertig Fredrik är okänd, och möjligen tillhör den ursprungligen inte Eufemiavisorna. 
Hertig Fredrik saknar direkt förlaga, men antas vara baserad på en medelhögtysk efterbildning av franska romans bretons. Herr Ivan går tillbaka på motiv från Chrétien de Troyes, och samma motiv återfinns även i norska medeltida sagor. Flores och Blanzeflor är en ursprungligen sengrekisk kärlekshistoria som återfinns i varianter över hela Europa.
Eufemiavisorna finns även i danska versioner, men verkar ha översatts från svenska. Herr Ivan finns dock i två danska versioner som är självständiga gentemot den svenska. 
I sin äldsta fullständiga version härrör visorna från 1400-talet, men ett 1300-talsfragment av Flores och Blanzeflor har också bevarats. 
Eufemiavisorna trycktes första gången i Svenska fornskriftsällskapets samlingar 1844-53. En ny kritisk upplaga av Flores och Blanzeflor utgavs 1921, av Hertig Fredrik av Normandie 1927 och av Herr Ivan lejonriddaren 1930.